# Raționalism
Raționalismul sau mișcarea raționalistă este o doctrină filozofică care afirmă că adevărul trebuie să fie determinat în virtutea forței rațiunii și nu pe baza credinței sau a dogmelor religioase. Cuvântul raționalism provine din latină, ratio însemnând „rațiune”.
După Glosar de termeni filozofici, raționalismul (în sens restrâns) este un termen care se referă la doctrinele unui grup de filozofi din secolele XVII- XVIII, ca René Descartes, Baruch Spinoza și Gottfried Wilhelm Leibniz, conform cărora numai prin rațiune se poate obține o cunoaștere a naturii celor existente, este teza dupoă care cunoașterea  formează un sistem care are caracter deductiv și credința că totul este explicabil. În sens mai larg, raționalismul este un termen aplicat la concepțiile filozofilor care acceptă doar teza după care cunoașterea formează un sistem și că totul este explicabil prin intermediul sistemului. În sensul cel mai popular, raționalismul înseamnă respingerea credinței religioase ca fiind lipsită de un temei rațional.
Raționaliștii susțin că rațiunea este sursa întregii cunoașteri umane. Există și o altă formă de raționalism, mai puțin extrem, care susține că rațiunea este principala sursă a cunoașterii sau că rațiunea este sursa celui mai important tip de cunoaștere.
Raționalismul are câteva asemănări la nivel de ideologie cu umanismul și ateismul, prin faptul că își propune să furnizeze un schelet de referință pentru probleme de ordin social și filosofic fără implicații religioase sau de ordin supranatural. Totuși, raționalismul se deosebește de aceste ideologii, deoarece:
- umanismul, cum o sugerează și numele, este concentrat asupra superiorității societății umane și a omului în comparație cu natura și cu ceea ce conține aceasta
- ateismul este lipsa credinței in zeitați, raționalismul nu face referiri la acesta.

## Utilizarea filozofică
Rationalismul este adesea în contrast cu empirismul. Luate în foarte mare măsură aceste abordări nu se exclud reciproc, deoarece un filosof poate fi atât raționalist cât și empiric. Empirismul afirmă că toate ideile vin la noi a posteriori, adică prin percepție; fie prin simțurile externe, fie prin senzații interioare precum durerea și mulțumirea. Empiriștii consideră în mod esențial că sursa cunoașterii se bazează sau derivă direct din experiență. Raționaliștii consideră că se ajunge la cunoaștere a priori - prin folosirea raționamentului - și astfel este independentă de experiența senzorială.

## Raționaliști
- Rene Descartes
- Baruch Spinoza
- Gottfried Wilhelm Leibniz
- Immanuel Kant